# Burkina Faso i olympiska sommarspelen 1996
Burkina Faso deltog i de olympiska sommarspelen 1996 med en trupp bestående av fem deltagare, men ingen av landets deltagare erövrade någon medalj.

## Boxning
| Idrottare      | Gren        | Sextondelsfinal      | Åttondelsfinal       | Kvartsfinal          | Semifinal            | Final                |
| Idrottare      | Gren        | Motståndare Resultat | Motståndare Resultat | Motståndare Resultat | Motståndare Resultat | Motståndare Resultat |
| -------------- | ----------- | -------------------- | -------------------- | -------------------- | -------------------- | -------------------- |
| Idrissa Kabore | Lightweight | Konečný (CZE) L 16-6 | Gick inte vidare     | Gick inte vidare     | Gick inte vidare     | Gick inte vidare     |

## Friidrott
Herrar
| Idrottare     | Gren                | Kval           | Kval           | Final            | Final            |
| Idrottare     | Gren                | Resultat       | Placering      | Resultat         | Placering        |
| ------------- | ------------------- | -------------- | -------------- | ---------------- | ---------------- |
| Olivier Sanou | Herrarnas höjdhopp  | Ingen notering | Ingen notering | Gick inte vidare | Gick inte vidare |
| Franck Zio    | Herrarnas längdhopp | Ingen notering | Ingen notering | Gick inte vidare | Gick inte vidare |

Damer
| Idrottare          | Gren              | Kval     | Kval      | Final            | Final            |
| Idrottare          | Gren              | Resultat | Placering | Resultat         | Placering        |
| ------------------ | ----------------- | -------- | --------- | ---------------- | ---------------- |
| Irène Tiendrébéogo | Damernas höjdhopp | 1.80     | =29       | Gick inte vidare | Gick inte vidare |
| Chantal Ouoba      | Damernas tresteg  | 12.40    | 27        | Gick inte vidare | Gick inte vidare |